# 20-as számú Országos Kéktúra szakasz
A 20-as számú Országos Kéktúra szakasz az Országos Kéktúra egyik szakasza a Mátrában, Mátraverebélytől Mátraházáig.

## Történelem
Az Országos Kéktúra 2013-as nyomvonal-felülvizsgálata keretében a Mátra-nyereg és Galyatető között módosult a nyomvonala: korábban a Csór-hegy oldalából leereszkedett a Nyírjesi erdészházhoz, majd a Nyírjes-bérc gerincén kapaszkodott vissza Galyatetőre, míg az új útvonal végig a gerincen halad a Mátra-nyereg – Csór-hegy – Nagy-Lipót – Galyatető útvonalon.

## Alszakaszok

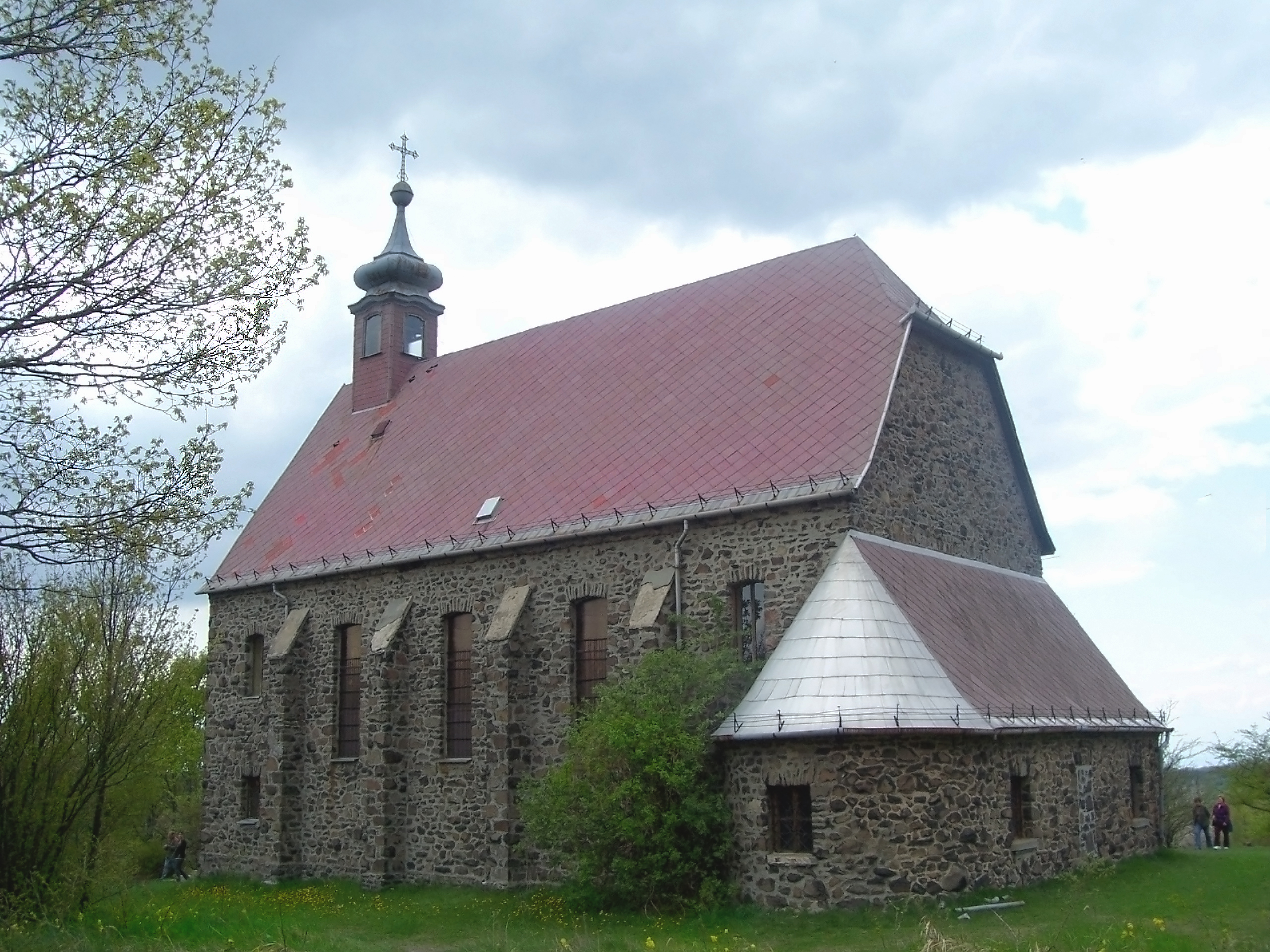
Három falu temploma Mátraszentimrén

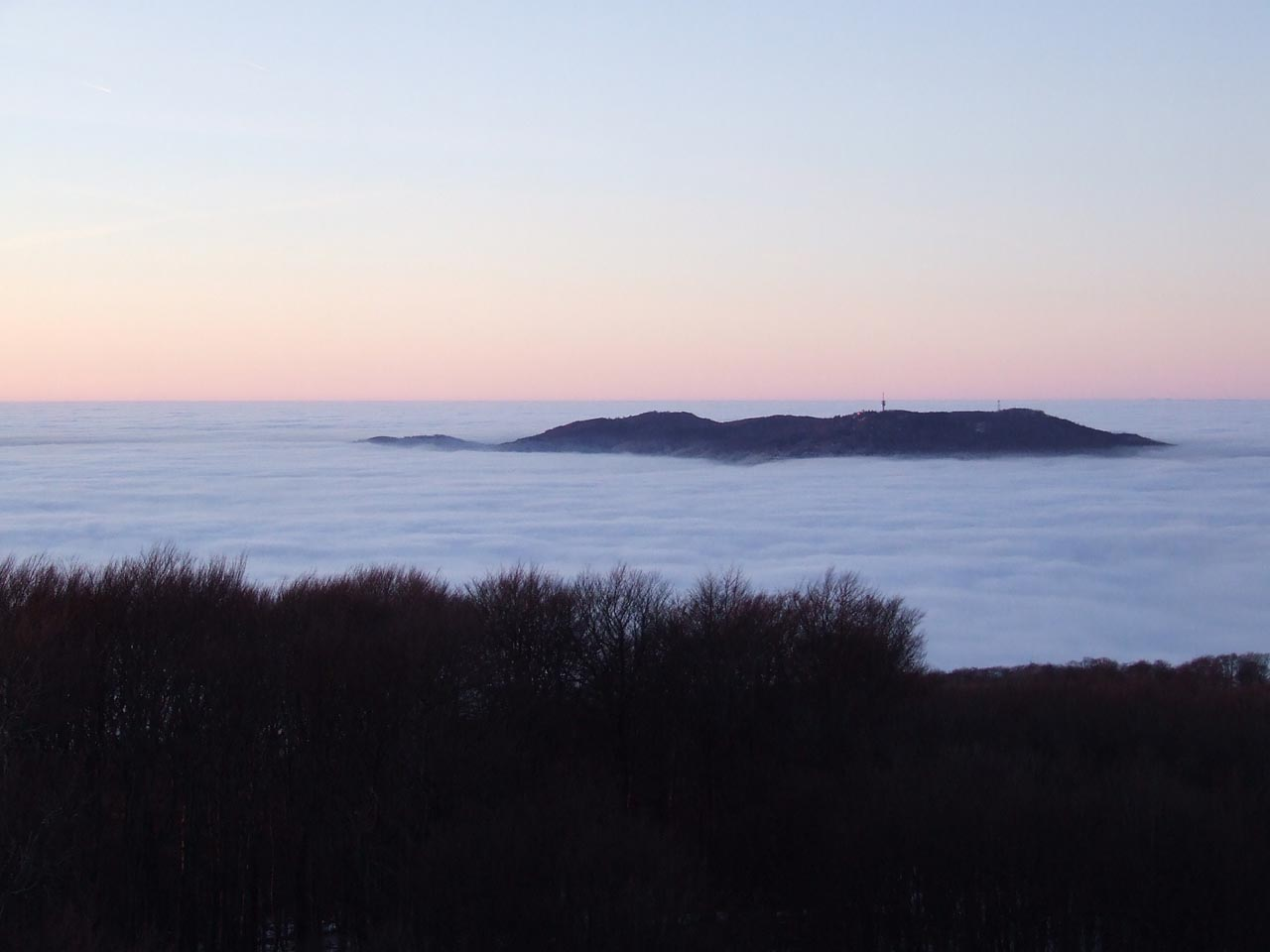
A Galya-tető a Kékes felől

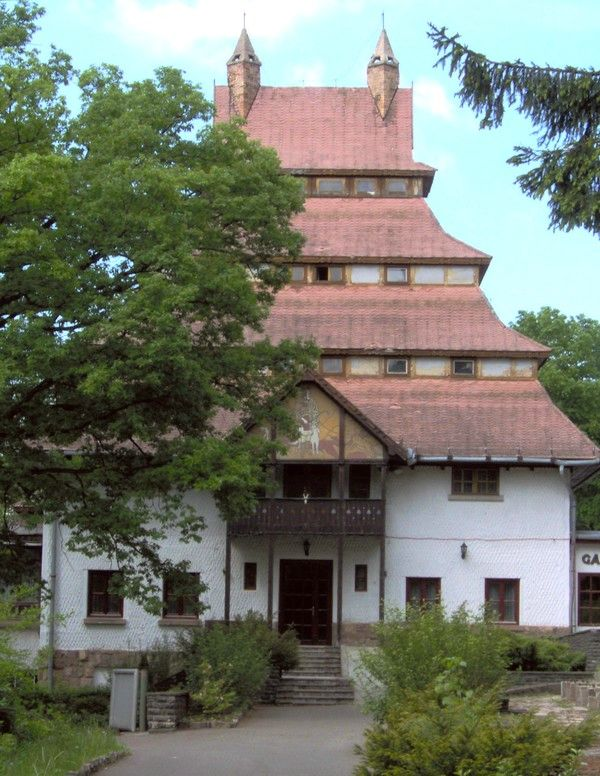
Mátraházai pagoda

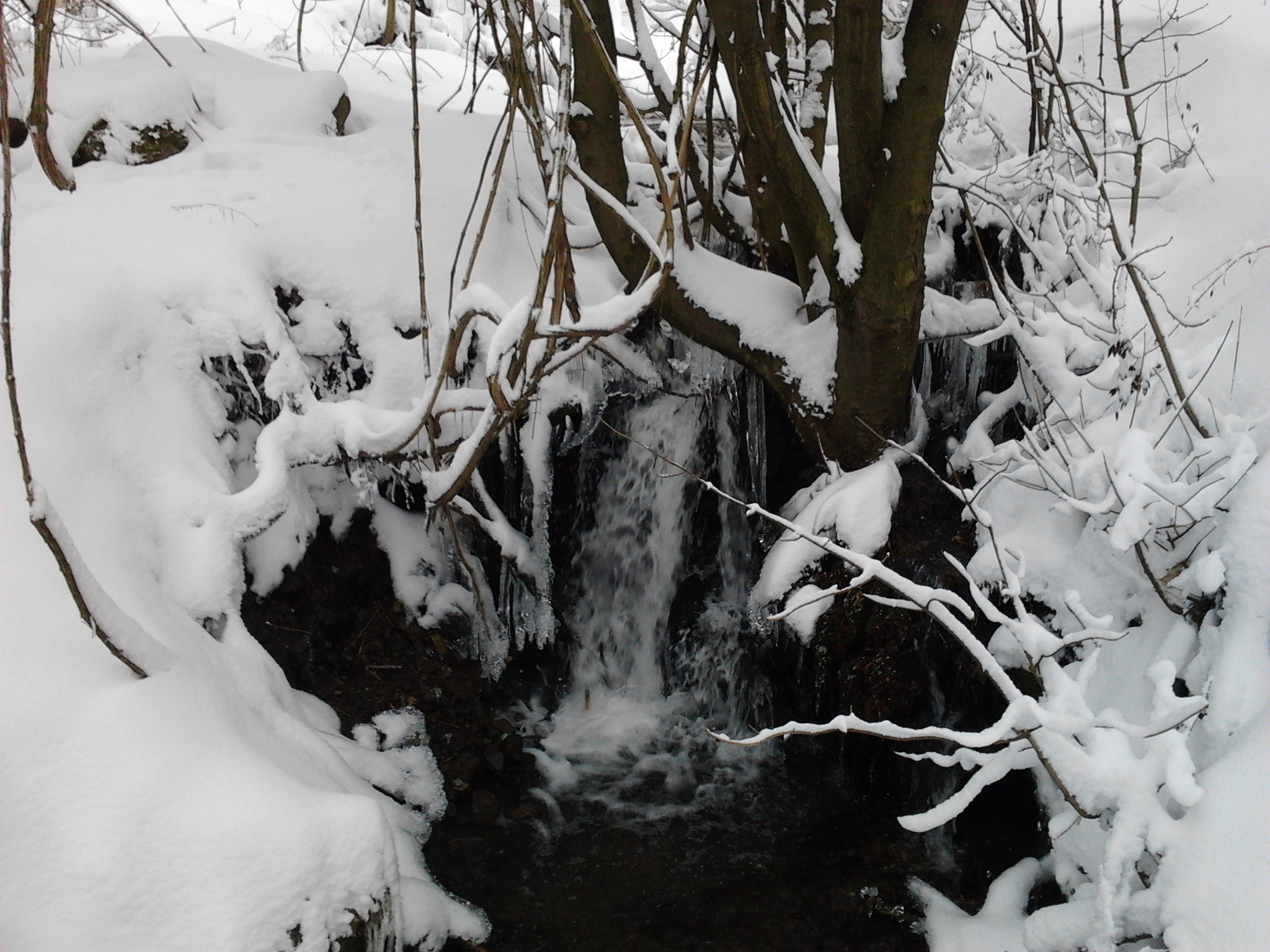
Mátraháza melletti patak

| [ 1 ] | Szám          | Szakasz (pecsételőhely) | Táv     |
| ----- | ------------- | --- | ------- |
|       | 102 (OKT-201) | Mátraverebély vm. – Agyagos-tető – Rétlás-oldal – Csalános – Ágasvár turistaház                                                                              | 7,6 km  |
|       | 103 (OKT-202) | Ágasvár turistaház – Szamárkő – Rebeka-kert – Mátraszentistván                                                                                               | 4,2 km  |
|       | 104 (OKT-203) | Mátraszentistván – Mátraszentlászló – sípálya – Piszkés-tető, Csillagvizsgáló – Lengyendi-galya – Galya-tető – Péter-hegyese, kilátó – Galyatető, Nagyszálló | 5,0 km  |
|       | 105 (OKT-204) | Galyatető – parkoló – Nagy-Lipót – Vércverés | 3,6 km  |
|       | 106 (OKT-205) | Vércverés – Csór-hegy – Mátra-nyereg – Hidasi erdészház – Vörösmarty turistaház                                                                              | 3,1 km  |
|       | 107 (OKT-206) | Vörösmarty turistaház – Nagy-Hidas-völgy – Mátraháza | 1,9 km  |
|       | Összesen:     | | 25,4 km |

## Érintett települések
A túraszakasz a következő települések közigazgatási területét érinti:
- Mátraverebély
- Bátonyterenye
- Tar
- Mátraszentimre
- Szuha
- Gyöngyössolymos
- Parádsasvár
- Gyöngyös